# Михайлівка (Новопокровська селищна громада)
Миха́йлівка — село в Україні, у Новопокровській селищній громаді Дніпровського району Дніпропетровської області. Населення — 164 мешканці.

## Географія
Село Михайлівка знаходиться на лівому березі річки Комишувата Сура, нижче за течією на відстані 3,5 км розташоване село Квітуче, на протилежному березі — села Кринички і Вільне. Річка в цьому місці пересихає, на ній зроблено кілька загат. У селі Балка Котова впадає у річку Комишувату Суру.

## Населення

### Мова
Розподіл населення за рідною мовою за даними перепису 2001 року:
| Мова       | Відсоток |
| ---------- | -------- |
| українська | 97,6 %   |
| російська  | 2,4 %    |

## Відомі люди
- Корж Кузьма Олексійович — член Української Центральної Ради.
- Павленко Марія Григорівна (* 1944) — українська письменниця, поетеса.

## Інтернет-посилання
- Погода в селі Михайлівка [Архівовано 7 червня 2016 у Wayback Machine.]

1. ↑  Рідні мови в об'єднаних територіальних громадах України — Український центр суспільних даних